# عبد الحميد شرف
الشريف عبد الحميد شرف رئيس وزراء أردني (1939 - 3 يوليو 1980) تخرج من الجامعة الاميركية ببيروت في تخصص الفلسفة عام 1959 وحصل على شهادة الماجستير في القانون الدولي من الجامعة ذاتها عام 1962.
وتقلد العديد من المناصب حيث عمل مديرا لدائرة المنظمات الدولية في وزارة الخارجية ومديرا عاما للإذاعة الأردنية ومساعدا لرئيس الديوان الملكي الهاشمي ووزيرا للثقافة وسفيرا في وزارة الخارجية ومندوبا دائما للأردن في الأمم المتحدة ثم رئيسا للديوان الملكي الهاشمي ورئيسا للوزراء.
تميز الشريف عبد الحميد شرف خلال تحمله للمسؤوليات بالجدية في العمل والعقل النير.
وله العديد من الأبحاث والدراسات والمحاضرات السياسية والاجتماعية.
وكان مهتما بمد جسور التعاون بين الأردن والدول الشقيقة والصديقة ويشرح قضايا الأردن والقضية الفلسطينية بأسلوب يعتمد المنطق والواقعية.
تُوفي في الثالث من تموز عام 1980.

## وصلات خارجية
- موقع وكالة الانباء الأردنية بترا